# Agathosma muirii
Agathosma muirii là một loài thực vật có hoa trong họ Cửu lý hương. Loài này được E.Phillips mô tả khoa học đầu tiên năm 1913.